# Warp Speed Warriors
Warp Speed Warriors är det brittiska power metal-bandet Dragonforces nionde studioalbum, utgivet i mars 2024 på Napalm Records i Europa och USA och på Victor i Japan.
Albumet var bandets första med basisten Alicia Vigil, som ersatte avhoppade Frédéric Leclercq, tillika det första på Napalm Records.
"Doomsday Party" och "Power of the Triforce" släpptes som singlar under hösten 2023. Till dessa gjordes även musikvideor, samt till "Astro Warrior Anthem" och "Burning Heart".

## Låtlista
1. "Astro Warrior Anthem" – 6:50
2. "Power of the Triforce" – 3:53
3. "Kingdom of Steel" – 4:45
4. "Burning Heart" – 5:55
5. "Space Marine Corp" – 6:17
6. "Prelude to Darkness" (instrumental) – 0:52
7. "The Killer Queen" – 5:49
8. "Doomsday Party" – 5:14
9. "Pixel Prison" – 6:42
10. "Wildest Dreams (DragonForce's Version)" (Taylor Swift-cover) – 2:50

## Medverkande
Musiker
- Marc Hudson – sång
- Herman Li – gitarr, bakgrundssång
- Sam Totman – gitarr, bakgrundssång
- Alicia Vigil – basgitarr, bakgrundssång
- Gee Anzalone – trummor, bakgrundssång

Bidragande musiker
- Coen Janssen – keyboard, piano, orkestrering
- Francis Ausley – sång

Bakgrundssång
- Emily Alice Ovenden
- Leo Unnermark
- Damien Rainaud
- Lauren Hart

Körsång
- Steve Francis
- Tim Mekalick
- Josh O'Brien
- Sean Ryan Beales
- Chrissy Pantelakis
- Dan Biggin
- Peter Hertz
- Andre Joysi
- Dominic Hoare
- Rowena Minatti
- Isaac Johnston-Lundy

Produktion
- Damien Rainaud – producent, mixning, mastering
- Herman Li – producent
- Sam Totman – producent
- Gilles Giachino – inspelningstekniker
- Stan-W Decker – omslagskonst, layout
- Travis Shinn – foto